# 坂井郵便局
坂井郵便局（さかいゆうびんきょく）
- 福井県坂井市にある郵便局。局番号は33074。本項で述べる。
- 鹿児島県熊毛郡中種子町にある郵便局。局番号は78228。

坂井簡易郵便局（さかいかんいゆうびんきょく）
- 長野県東筑摩郡筑北村にある簡易郵便局。局番号は11803。

坂井郵便局（さかいゆうびんきょく）は、福井県坂井市にある郵便局。民営化以前の分類では集配特定郵便局であった。

## 概要
住所：〒919-0599 福井県坂井市坂井町新庄3-101-1

## 沿革
- 1910年（明治43年）3月26日 - 東十郷（ひがしじゅうごう）郵便局（三等）として開設[1]。
- 1956年（昭和31年）2月1日 - 坂井郵便局に改称[2]。
- 1967年（昭和42年）9月23日 - 和文電報配達業務を丸岡電報電話局に移管。
- 1977年（昭和52年）11月7日 - 坂井郡坂井町宮領西刎畑から同町新庄三丁目に移転。
- 2007年（平成19年）10月1日 - 民営化に伴い、併設された郵便事業丸岡支店坂井集配センターに一部業務を移管。
- 2012年（平成24年）10月1日 - 日本郵便株式会社発足に伴い、郵便事業丸岡支店坂井集配センターを坂井郵便局に統合。

## 取扱内容
- 郵便、印紙、ゆうパック、内容証明
- 貯金、為替、振替、振込、国際送金、国債
- 生命保険、バイク自賠責保険
- ゆうちょ銀行ATM
- 坂井市坂井地区（旧・坂井町：郵便番号919-05xx地域）内の集配業務

## 周辺
- 坂井市役所・坂井総合支所（旧・坂井町役場）
- 福井県立坂井高等学校
- 坂井市立東十郷小学校
- 福井県道109号南横地芦原線

## アクセス
- ハピラインふくい線 丸岡駅から東へ300m（徒歩約5分）
- 京福バス、坂井市コミュニティバス「ぐるっと坂井」 「JR丸岡駅」停留所もしくは「朝日住宅前」[3]停留所下車
- 北陸自動車道 丸岡ICから北西へ約5km
- 駐車場あり：6台